# Asesinato de Eugenio Nain
Eugenio Sebastián Nain Caniumil (Temuco, 13 de abril de 1996-ibíd., 30 de octubre de 2020) fue un cabo segundo chileno, miembro de Carabineros que fue asesinado por un impacto de bala durante una emboscada realizada por desconocidos armados en el sector de Metrenco de la Ruta 5 Sur, en la comuna de Padre Las Casas. Su asesinato ocurrió en el contexto del Conflicto en La Araucanía, especialmente los incidentes de 2020.

## Biografía
Nain nació en la ciudad chilena de Temuco, capital de la Región de La Araucanía, el 13 de abril de 1996. Cerca de 2015, se unió a Carabineros de Chile. Para el momento de su asesinato, estaba casado y tenía dos hijos de seis años y siete meses.

### Asesinato
La mañana del viernes 30 de octubre de 2020, Nain acudió junto a otros miembros de Carabineros de Chile a la Ruta 5 Sur cerca del sector Cantera de Metrenco, en Temuco, donde se había producido un corte de la autopista por una protesta con barricadas. Nain no tenía conocimientos sobre control del orden público, y había concurrido al lugar en un vehículo sin blindado.
Como se aprecia en un vídeo de cerca de un minuto de duración, el cual fue gravado desde un camión en movimiento, a pocos momentos después de que Nain descendiese del vehículo, se escuchó un fuerte estruendo. En los momentos siguientes al ataque, Nain fue trasladado al Hospital de Temuco, donde falleció.

#### Reacciones
Mario Rozas, en ese entonces General Director de Carabineros, dijo sentir «rabia e impotencia» por el asesinato de Nain. Comentó:

El Cabo 2do Eugenio Nain Caniumil ha sido asesinado cobardemente y este hecho NO quedará impune. Le pido a mis compatriotas, le pido a USTED, que nos ayude a encontrar a estos desgraciados, a estos infelices y colocarlos a disposición de la Justicia (sic).
Mario Rozas, vía Twitter.

Por parte del gobierno, el hecho fue condenado, y el presidente Sebastián Piñera hizo un llamado a «deponer, desterrar y terminar con la violencia». Víctor Pérez, entonces ministro del Interior, declaró que el asesinató era «hecho doloroso para Chile y La Araucanía», y visitó la zona el mismo día.
Benjamín Olave Huichaleo, tío de Nain y también carabinero, criticó duramente las condiciones en las que estos trabajaban en terreno, y desde el Hospital de Temuco hizo un llamado al general Rozas a «ponerse los pantalones».
La comunidad mapuche del Lof Rofue, escribió en una declaración:

Como Lof no contamos con mayores antecedentes de los hechos ocurridos en la muerte del carabinero, sin embargo, lamentamos la muerte de un mapuche, que en defensa de los intereses de los ricos, ofrece su vida. Así también, lamentamos profundamente los asesinatos de nuestros pu peñi y pu lamien a manos del Estado chileno y argentino, y que aún no tienen justicia.

### Homenajes

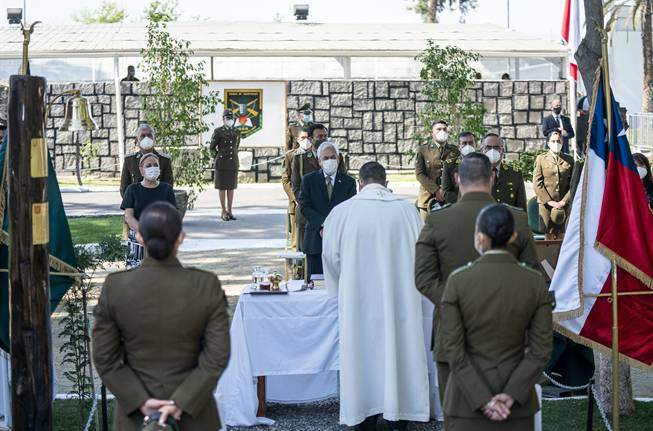
Santa Misa por Eugenio Nain. En primera fila el presidente Sebastián Piñera y la primera dama Cecilia Morel.

El 13 de enero de 2021, fue ascendido póstumamente a suboficial mayor en una ceremonia en la Escuela de Formación de Carabineros de Temuco, a la cual asistió el General Director de Carabineros Ricardo Yáñez, y el ministro del Interior Rodrigo Delgado. Yáñez declaró:

Es muy importante para la Institución. Este reconocimiento expresa el sentir y el alma de cada uno de los Carabineros ante una situación muy dolorosa como lo es el asesinato de uno de los nuestros.

Daihanna Pereira, viuda de Nain, presente en la ceremonia junto a sus hijos y familia, también expresó:

Siento que él se lo ganó y se lo merece… él amaba mucho a su Institución, daba todo por su trabajo, por su uniforme… esto es para él, a su honor, para recordarlo siempre y que nunca se olvide

El ministro Delgado agregó:

[Eugenio Nain] es un mártir más de Carabineros, asesinado de manera bastante cobarde. Creo que es muy importante dar señales, en el reconocimiento de quienes caen en el servicio de sus labores, sobre todo en el caso de Carabineros cuando hacen un juramento de dar la vida por los demás.